# غليندا ر. تايلور
غليندا ر. تايلور (بالإنجليزية: Glenda R. Taylor)‏ هي كاتِبة أمريكية، ولدت في 30 ديسمبر 1955 في بروكلين في الولايات المتحدة.